# Ларисса Араужо
Кедма Ларисса Сантос Араужо (нар. 2 вересня 2001) — бразильська футболістка, ліва захисниця криворізького «Кривбаса».

## Життєпис
Футбольну кар'єру розпочала 2017 року в «Фламенго-Пі» (Терезіна), але того ж року перебралася до «Ірандуби». У 2018 році підсилила «Фортелазу». У 2020 році стала гравчинею «Ірандуби», у футболці якої дебютувала після повернення 14 лютого 2020 року в програному (0:3) домашньому поєдинку 2-го туру жіночої Серії A проти «Сантуса». Араужо вийшла на поле на 55-ій хвилині, замінивши Еріку. У 2020 році провела 2 поєдинки в еліті жіночого чемпіонату Бразилії, але її команда посіла 13-те місце в чемпіонаті та понизилася в класі. Після цього ще деякий час виступала в команді. По ходу сезону 2021 року перебралася в «Тірадендтес-Пі», за який провела 5 матчів.
13 серпня 2021 року підписала контракт з «Кривбасом», який став першим у закордонній кар'єрі молодої гравчині. У футболці криворізького клубу дебютувала 15 серпня 2021 року в переможному (6:0) виїзному поєдинку 3-го туру Вищої ліги України проти київського «Атекса». Ларисса вийшла на поле на 72-ій хвилині, замінивши Анну Стекольщикову.